# Gustav Willhaus
Gustav Willhaus, född 2 september 1910 i Forbach, död 29 mars 1945 i Steinfischbach, var en tysk SS-Obersturmführer. Han var från 1942 till 1943 kommendant för koncentrations- och tvångsarbetslägret Janovska.

## Biografi
År 1932 inträdde Willhaus i Nationalsocialistiska tyska arbetarepartiet (NSDAP) och Schutzstaffel (SS). Vid en gatustrid ådrog han sig allvarliga skador och tvingades till en längre sjukhusvistelse. År 1935 blev han försäljningschef på den nationalsocialistiska tidningen Westmark.
År 1940 blev Willhaus medlem i Waffen-SS och året därpå var han verksam i SS-Hauptamt Verwaltung und Wirtschaft. År 1942 fick han ansvar för de judiska tvångsarbetarnas bostäder i Lemberg. Senare samma år utsågs han av Friedrich Katzmann till kommendant för koncentrations- och tvångsarbetslägret Janovska, beläget i närheten av Lemberg; han efterträdde Fritz Gebauer. Som lägerkommendant blev Willhaus ökänd för sin brutalitet och fick namnet den "blodtörstige lägerkommendanten". Enligt ögonvittnen skall han egenhändigt ha dödat fångar.
I juli 1943 efterträddes Willhaus av Friedrich Warzok som lägerkommendant och kommenderades till en Waffen-SS-division. Willhaus stupade i strid i mars 1945.